# Lauren Bittner
Lauren Bittner (22 de julio de 1980) es una actriz estadounidense conocida por su papel de Julie en Actividad Paranormal 3.

## Biografía
Bittner nació en la ciudad de Nueva York. ha actuado en The Thing About My Folks, Flannel Pajamas, Gardener of Eden, Bride Wars, The Mighty Macs y Subject: I Love You.

## Filmografía
| Año  | Título                       | Rol                    | Notas                 |
| ---- | ---------------------------- | ---------------------- | --------------------- |
| 2004 | Third Watch                  | Amber                  | Episodio: "Purgatory" |
| 2005 | The Thing About My Folks     | Baseball Cutie         |                       |
| 2006 | Lovebites                    | Katie                  |                       |
| 2006 | Nobody's Watching            | Jill Nolan             | TV pilot              |
| 2006 | Flannel Pajamas              | Amanda                 |                       |
| 2006 | Law & Order: Criminal Intent | Amanda Breen           | Episodio: "Wasichu"   |
| 2007 | Spellbound                   | Alex                   | TV pilot              |
| 2007 | The Black Donnellys          | Mary Ann Maxwell       | 2 episodios           |
| 2007 | Gardener of Eden             | Laura                  |                       |
| 2009 | Guerra de novias             | Amie                   |                       |
| 2009 | Once More with Feeling       | Susan                  |                       |
| 2009 | The Mighty Macs              | Mary Margaret O'Malley |                       |
| 2010 | Worn                         | Emma                   | Cortometraje          |
| 2011 | Subject: I Love You          | Rena                   |                       |
| 2011 | Paranormal Activity 3        | Julie                  |                       |
| 2013 | The Secret Lives of Wives    | Jessie                 |                       |
| 2013 | Hart of Dixie                | Vivian Wilkes          | 2 episodios           |

- Datos: Q3827889